# Freycinetia robinsonii
Freycinetia robinsonii är en enhjärtbladig växtart som beskrevs av Elmer Drew Merrill. Freycinetia robinsonii ingår i släktet Freycinetia och familjen Pandanaceae.

## Underarter
Arten delas in i följande underarter:
- F. r. meijeri
- F. r. robinsonii